# Shirase Glacier
Shirase Glacier är en glaciär i Antarktis. Den ligger i Östantarktis. Norge gör anspråk på området. Shirase Glacier ligger 779 meter över havet.
Terrängen runt Shirase Glacier är lite kuperad. Trakten är obefolkad. Det finns inga samhällen i närheten.